# Get at Me Dog
«Get at Me Dog» — дебютный сингл рэпера DMX из его дебютного альбома, It’s Dark and Hell Is Hot, выпущенный в 1998 году. Дебютировал под номером 38 на Billboard Hot 100 в США, является вторым по месту в чарте синглом DMX, первым по месту является Party Up (Up in Here). Сингл был сертифицирован как "золотой" 29 мая 1998 года от RIAA.

## Информация о песне

### Производство
Припев песни поёт Sheek Louch из The Lox, минусовку к песне создал Dame Grease на вакантном серийном производстве/Ruff Ryders Entertainment с дополнительной помощью P.K.

### Лирика
Первоначально в первом и третьем куплете DMX был спрятан дисс на Тупака, который говорил, что Хип-хоп Западного побережья лучше Хип-хопа восточного побережья, но вместо этого DMX неуважительно отозвался о K-Solo. 50 Cent даёт ссылку на «Get at Me Dog» в своём диссе на Шик Луч и на других исполнителей, под названием «Piggy Bank».

## В популярной культуре
«Get at Me Dog» появился в игре Grand Theft Auto: Liberty City Stories на вымышленной радиостанции в игре, The Liberty Jam.

## Семплы
Семпл взят из песни группы B.T. Express под названием «Everything Good to You (Ain’t Always Good for You)».

## Позиции в чартах
| Чарт                                            | Позиция |
| ----------------------------------------------- | ------- |
| U.S. Billboard Hot 100                          | 38      |
| U.S. Billboard Hot R&B/Hip-Hop Singles & Tracks | 19      |
| U.S. Billboard Hot Rap Singles                  | 6       |